# Сердобск
Сердобск (на руски: Сердобск) е град в Русия, административен център на Сердобски район, Пензенска област. Населението му към 1 януари 2018 година е 32 087 души.